# Unlimited
UNLIMITED – drugi japoński album studyjny południowokoreańskiej grupy B.A.P, wydany 26 czerwca 2017 roku przez wytwórnię King Records. Został wydany w trzech wersjach: limitowanej CD, edycji Type-A (CD+DVD) i edycji Type-B (CD). Osiągnął 6 pozycję w rankingu Oricon, sprzedał się w nakładzie 21 710 egzemplarzy.

## Lista utworów
| CD  | CD                 | CD      |
| Nr  | Tytuł utworu       | Długość |
| --- | ------------------ | ------- |
| 1.  | „FREAKY SOUND”     | 3:32    |
| 2.  | „SKY DIVE”         | 3:56    |
| 3.  | „NOW”              | 3:10    |
| 4.  | „WAKE ME UP”       | 3:29    |
| 5.  | „FIRE FLAME”       | 4:25    |
| 6.  | „BE HAPPY”         | 3:35    |
| 7.  | „GOOD TIME”        | 3:28    |
| 8.  | „FEEL SO GOOD”     | 3:16    |
| 9.  | „I GUESS I NEED U” | 3:23    |
| 10. | „1004”             | 3:25    |
| 11. | „YOU”              | 3:34    |
| 12. | „WITH YOU”         | 4:07    |
| 13. | „FLY HIGH”         | 3:23    |

| DVD | DVD                               | DVD     |
| Nr  | Tytuł utworu                      | Długość |
| --- | --------------------------------- | ------- |
| 1.  | „FEEL SO GOOD” (Music Video)      |         |
| 2.  | „FLY HIGH” (Music Video)          |         |
| 3.  | „WAKE ME UP” (Music Video)        |         |
| 4.  | „MAKING OF JACKET PHOTO SHOOTING” |         |
| 5.  | „BONUS MOVIE”                     |         |

## Notowania
| Lista                      | Pozycja |
| -------------------------- | ------- |
| Oricon Weekly Album Chart  | 6       |
| Billboard Japan Hot Albums | 7       |